# Сунан ад-Даракутни
Су́нан ад-Да́ракутни (араб. سنن الدارقطني‎) — сборник хадисов, мусульманских преданий о жизни и деятельности пророка Мухаммеда, собранный Абу-ль-Хасаном Али ибн Умаром ад-Даракутни.

## Автор
Ад-Даракутни детства обучался у Абуль-Касима аль-Багави, Абу Бакра ибн Абу Давуда, Абу Бакра ибн Зияда ан-Найсабури, Абу Убейда аль-Касима (его брат) и многих других улемов. Посещал Абу Бакра аш-Шафии и Ибн аль-Музаффара. Повзрослев, отправляется в Шам и Египет, где обучается у Ибн Хаявейха ан-Найсабури, Абу ат-Тахира аз-Захли, Абу Ахмада ибн ан-Насиха и у многих других учёных того времени.
Благодаря своим глубоким познаниям ад-Даракутни становится известным имамом, знатоком хадисов и их передатчиков, методов чтений Корана (кираат) и их путей, фикха, разногласий (ихтиляф) и других мусульманских наук. Ад-Даракутни первым написал труд о методах чтения Корана (кираат), читал Коран Абуль-Хусейну Ахмаду ибн Баваяну, Абу Бакру ан-Наккашу, Ахмаду ибн Мухаммаду ад-Дибаджи. Изучал семь чтений Корана (хуруф ас-саб’а) у Абу Бакра ибн Муджахида. От ад-Даракутни передавали хадисы аль-Хаким ан-Найсабури, хафиз Абдуль-Гани аль-Азди, Абу Хамид аль-Исфараини, Абу Нуайм аль-Исфахани и другие люди из Багдада, Дамаска и Египта.

## Описание книги
Полное название Сунана ад-Даракутни: аль-Муджтана мин ас-сунан аль-масура ’ан ан-Набий салл-Аллаху ’алейхи ва саллям, ва-т-танбих аля ас-сахих минха ва-с-саким ва-хтилаф ан-накилин ляха фи альфазиха (араб. المُجْتَنَا من السُّنن المأثورة عن النبيّ صلى الله عليه وسلَّم، والتَّنْبيه على الصحيحِ منها والسَّقيم، واختلاف النَّاقلين لها في ألفاظها‎).
Сборник ад-Даракутни разделён на тематические книги (китаб) и главы (баб) и содержит 4749 хадисов. В отличие от «сахихов», ад-Даракутни не ставил перед собой цель собрать одни только достоверные хадисы и в научных целях включил в свой сборник также хорошие, слабые и даже подложные хадисы о пророке Мухаммеде.

## Рукописи
Все рукописи Сунана ад-Даракутни хранятся в Египетской национальной библиотеке:
- Первый экземпляр: № 23171, 263 страницы, количество строк: 31.
- Второй экземпляр: № 1542, 341 страница, количество строк: 29.
- Третий экземпляр: № 218, в двух томах (уцелел только второй том).